# Mark Bagley
Pour les articles homonymes, voir Bagley.
Mark Bagley (né le 7 août 1957) est un dessinateur de comics. 

## Biographie
Mark Bagley fait ses débuts chez Marvel en 1987 après avoir remporté le premier prix à l'un de leurs concours , à la suite duquel il se retrouve aux dessins de plusieurs Annuals et d'un certain nombre d'histoires publiées en back-up de la série Captain America. Il connaît véritablement le succès en lançant la série New Warriors[réf. souhaitée] (qu'il dessine jusqu'au 25e épisode) avec le scénariste Fabian Nicieza en juillet 1990, mais c'est sa reprise de The Amazing Spider-Man en 1991 qui place définitivement l'artiste parmi les plus grands illustrateurs[style à revoir] du Tisseur de toile, se démarquant notamment de ses collègues au sein de la controversée Saga du Clone. Il quitte la série en 1996 pour créer avec le scénariste Kurt Busiek la série Thunderbolts, qu'il dessine jusqu'au 50e épisode.
En effet, l'an 2000 incite Marvel à lancer une nouvelle gamme de comics affranchie de toute continuité et destinée à attirer un nouveau public, et c'est Mark Bagley qui est choisi pour illustrer la série Spider-Man qui en devient la figure de proue. C'est ainsi qu'il atteint la consécration[style à revoir] en illustrant l'intégralité des 111 premiers épisodes d'Ultimate Spider-Man, série scénarisée par Brian Michael Bendis. Le tandem bat ainsi le record détenu depuis les années 1960[réf. souhaitée] par Stan Lee et Jack Kirby sur la série Fantastic Four avec 102 épisodes.
À la suite de cela, il rejoint en 2008 la maison d'édition DC Comics pour illustrer la série hebdomadaire en 52 numéros Trinity, focalisée sur les trois principaux super-héros : Batman, Superman et Wonder Woman. Après un bref passage sur la série Batman et un run sur Justice League of America qu'il qualifie de « frustrant », il revient en 2011 chez Marvel pour mettre en scène la mort de Peter Parker dans l'univers Ultimate. Toujours aux côtés de Bendis, il lance son premier creator-owned, Brilliant, puis il est choisi pour illustrer la nouvelle série des Vengeurs, Avengers Assemble, dont le premier numéro sort en mai 2012 aux États-Unis, après quoi il est chargé de la relance des Fantastic Four dans le cadre de l'opération-événement Marvel Now. En 2014, il met en images la nouvelle série de Hulk, scénarisée par Mark Waid, dans le cadre de la vague All-New Marvel NOW, puis, après avoir retrouvé Bendis pour mettre un point final à l'univers Ultimate qu'ils avaient co-créé, il illustre les X-Men sur des scripts de Dennis Hopeless.

## Œuvres
| - Visionaries #1-6 (1987-1988) - Nightmask #9-12 (1987) - Strikeforce: Morituri #23, 26-31 (1988-1989) - Strikeforce Morituri: Electric Undertow #1-5 (1989-1990) - Captain America #366-385 (back-ups) (1990-1991) - New Warriors #1–25 (1990-1992) - The Amazing Spider-Man #351–415 (1991-1996) - Venom: Lethal Protector #1–3 (1993) - Spider-Man & Batman: Disordered Minds #1 (crossover) (1995) - Thunderbolts #0–51, 59, 66, 68, 72, 74, Annuals (1997-2001) - Ultimate Spider-Man #1–111 + Specials (2000-2007) - Fantastic Four vol. 3 #51-54 (2002) - The Pulse #1–5 (2004) - The Mighty Avengers #7–11 (2008) - Trinity #1–52 (2008-2009) - Batman #688–691 (2009) - Justice League of America vol. 2 #38–53 (2009-2011) - Justice Society of America #41-42 (2010) | - Brilliant #1-5 (2011-2012) - Ultimate Spider-Man #156–160 (2011) - Ultimate Comics: Fallout #1, 6 (2011) - Fear Itself: The Fearless #1–12 (2011-2012) - Avengers Assemble #1–8 (2012) - Fantastic Four vol.4 #1–13 (2013) - Cataclysm: The Ultimates Last Stand #1-5 (2013) - Ultimate Spider-Man #200 (2014) - Hulk vol.3 #1-16 (2014-2015) - Ultimate End #1-5 (2015-2016) - All-New X-Men vol.2 #1-19 (2016-2017) - Ben Reilly: the Scarlet Spider #1-5 (2017) - Venom #155-158, 164-165 (2017-2018) - Deadpool: Assassin #1-6 (2018) - Venom: First Host #1-5 (2018) - Spider-Man: Life Story #1-6 (2019) - Venom #21-25 (2020) - The Amazing Spider-Man #846-875 (2020-2021) |